# 東海旅客鉄道東海鉄道事業本部

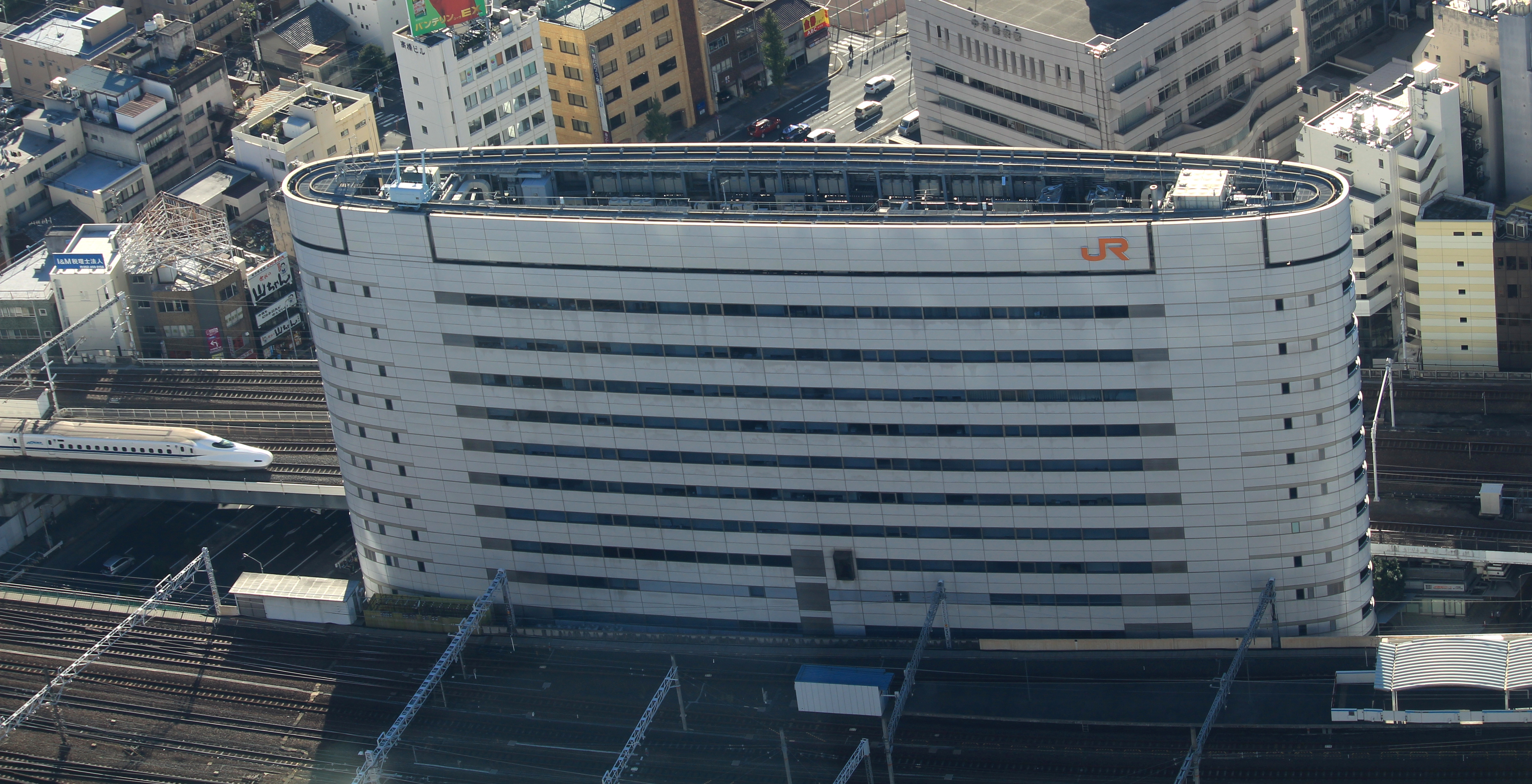
JR東海太閤ビル

東海旅客鉄道東海鉄道事業本部（とうかいりょかくてつどうとうかいてつどうじぎょうほんぶ、英:Central Japan Railway Company, Conventional Lines Operations Division）は、東海旅客鉄道株式会社（JR東海）の組織である。在来線全体を管理する組織で、旧国鉄名古屋鉄道管理局（一部は天王寺鉄道管理局）の流れを汲んでいる。

## 所在地
- 所在地：〒453-8520 愛知県名古屋市中村区名駅一丁目3番4号 JR東海太閤ビル（名古屋駅南側、東海道新幹線の線路とあおなみ線の線路との間）

## 組織
管理部
本部内の総務・経理、労働災害防止、人事に関することを担当している。
運輸営業部
駅員、運転士、車掌の業務の指導・管理、輸送・運転保安・駅設備の企画管理、旅客サービス、営業制度・商品の販売促進、輸送計画（ダイヤ）や運用・旅客・輸送指令、運転事故防止、運転保安法規、事故災害対策、乗務員・車両の運用計画に関することを担当している。
車両部
車両関係社員の業務の指導・管理、検修設備の企画管理、車両および部品の新製･改造や図面・技術管理、検査修繕の計画・指導に関することを担当している。
施設部
施設関係社員の管理、施設関係社員の資格管理、所管業務の統合調整、予決算業務、環境対策、特殊構造物・設備の管理、設備機械の企画管理、施設の指令に関することを担当している。
電気部
電気関係社員の管理、電気関係社員の資格管理、所管業務の統合調整、予決算業務、変電・電車線・信号通信設備の保守管理、電気の需給計画、電波管理、電力・信号通信の指令に関することを担当している。
静岡支社
管理部・運輸営業部・施設部・電気部
静岡支社内に関する本部の同じ名前の部の担当と同じ業務を担当している。ただし車両部の業務は運輸営業部が兼ねている。
三重支店・飯田支店
どちらも以前は周辺の在来線の現業機関の管理も行っていたが、2014年7月現在は地元との調整業務に特化されている。

## 本部直轄区間
本部が直轄している区間は、愛知県・岐阜県の全域と三重県の大部分、ならびに長野県・滋賀県の一部、さらには静岡県にも跨る飯田線を加えた区間である。
- 三重県内伊賀地区の路線（関西本線の非電化区間）はJR西日本近畿統括本部の管轄。

路線
※組織境界はいずれも場内信号機などと一致するため、該当停車場（駅・信号場など）を境界駅として扱う。なお、◇が付いた路線は全線が管理区間内に入っている路線である。
| 路線名       | 区間                                           | 備考                                                                                           |
| ------------ | ---------------------------------------------- | ---------------------------------------------------------------------------------------------- |
| 東海道新幹線 | （豊橋駅・名古屋駅）                           | 左記2駅の駅運転・営業業務のみ担当 米原駅以東の列車運行・線路設備管理は新幹線鉄道事業本部の管轄 |
| CA東海道本線 | 新所原駅 - 米原駅 （新所原駅・米原駅構内除く） |                                                                                                |
| CA東海道本線 | 大垣駅 - 美濃赤坂駅（美濃赤坂線）              |                                                                                                |
| CA東海道本線 | 大垣駅 - 関ケ原駅（新垂井線）                  | 旧・新垂井駅経由                                                                               |
| ◇CE武豊線    | 大府駅 - 武豊駅                                |                                                                                                |
| CF中央本線   | 名古屋駅 - 塩尻駅（塩尻駅構内除く）            |                                                                                                |
| CJ関西本線   | 名古屋駅 - 亀山駅                              |                                                                                                |
| 紀勢本線     | 亀山駅 - 新宮駅（新宮駅構内除く）              |                                                                                                |
| ◇参宮線      | 多気駅 - 鳥羽駅                                |                                                                                                |
| ◇名松線      | 松阪駅 - 伊勢奥津駅                            |                                                                                                |
| CG高山本線   | 岐阜駅 - 猪谷駅（猪谷駅構内除く）              |                                                                                                |
| ◇CI太多線    | 多治見駅 - 美濃太田駅                          |                                                                                                |
| ◇CD飯田線    | 豊橋駅 - 辰野駅（辰野駅構内除く）              |                                                                                                |

なお、旧名古屋鉄道管理局との相違点は次のとおり。
- 東海道本線：豊橋駅構内以東は静岡鉄道管理局、米原駅構内までが名古屋鉄道管理局
- 中央本線：坂下駅から北（同駅構内は含まない）は長野鉄道管理局
- 関西本線：亀山駅構内は天王寺鉄道管理局（亀山駅は民営化直前の1987年3月1日に名古屋鉄道管理局へ移管）
- 紀勢本線・参宮線・名松線：全区間が天王寺鉄道管理局（新宮駅以西を除き、民営化直前の1987年3月1日に名古屋鉄道管理局へ移管）
  - 伊勢鉄道に移管された伊勢線は津駅構内以外が名古屋鉄道管理局であった。
- 飯田線：全区間が静岡鉄道管理局

## 駅長配置駅
JR東海は主要駅に駅長を配置して、その周辺の駅を管轄する管理駅としている。本部直轄区間の駅長配置駅とその管轄範囲（　）は次の通り。
- 豊橋駅（二川駅・豊橋駅間）
- 豊川駅（西小坂井駅・愛知御津駅、船町駅 - 東栄駅間）
- 蒲郡駅（三河大塚駅 - 三河塩津駅間）
- 岡崎駅（三ケ根駅 - 西岡崎駅間）
- 安城駅（安城駅・三河安城駅）※三河安城駅は在来線のみ対象
- 刈谷駅（東刈谷駅 - 逢妻駅間）
- 大府駅（大府駅 - 笠寺駅間、尾張森岡駅 - 武豊駅間）
- 金山駅（熱田駅・鶴舞駅・金山駅）
- 名古屋駅（尾頭橋駅 - 枇杷島駅間）
- 尾張一宮駅（清洲駅 - 木曽川駅間）
- 岐阜駅（岐阜駅 - 穂積駅間、長森駅 - 鵜沼駅間）
- 大垣駅（大垣駅 - 醒ケ井駅間、荒尾駅・美濃赤坂駅）
- 木曽福島駅（洗馬駅 - 大桑駅間）
- 中津川駅（野尻駅 - 武並駅間）
- 多治見駅（釜戸駅 - 古虎渓駅間、小泉駅 - 姫駅間）
- 高蔵寺駅（定光寺駅 - 神領駅間）
- 春日井駅（春日井駅・勝川駅）
- 千種駅（新守山駅 - 千種駅間）
- 桑名駅（八田駅[要検証 – ノート] - 四日市駅間）
- 亀山駅（南四日市駅 - 亀山駅間、下庄駅）
- 津駅（一身田駅 - 高茶屋駅間）
- 松阪駅（六軒駅 - 徳和駅間、名松線各駅）
- 多気駅（多気駅 - 阿曽駅間、外城田駅）
- 紀伊長島駅（伊勢柏崎駅 - 三野瀬駅間）
- 尾鷲駅（船津駅 - 賀田駅間）
- 熊野市駅（二木島駅 - 鵜殿駅間）
- 伊勢市駅（田丸駅 - 鳥羽駅間）
- 美濃太田駅（坂祝駅 - 飛騨金山駅[要検証 – ノート]間、下切駅 - 美濃川合駅間）
- 下呂駅（焼石駅 - 飛騨宮田駅間[要検証 – ノート]）
- 高山駅（飛騨小坂駅[要検証 – ノート] - 杉原駅間）
- 飛騨古川駅[11]
- 中部天竜駅（出馬駅 - 小和田駅間）
- 飯田駅（中井侍駅 - 伊那大島駅間）
- 伊那市駅（上片桐駅 - 宮木駅間）

## 指令所
- 東海総合指令所

## 車両基地
- 大垣車両区「海カキ」
- 神領車両区「海シン」
- 名古屋車両区「海ナコ」
- 美濃太田車両区「海ミオ」
- 名古屋工場

## 乗務員区所
- 大垣運輸区
- 名古屋運輸区
- 豊橋運輸区
- 神領運輸区
- 中津川運輸区
- 亀山運輸区
- 伊勢運輸区
- 高山運輸区
- 美濃太田運輸区
- 伊那松島運輸区